# Bělidlo (Stráž nad Nisou)

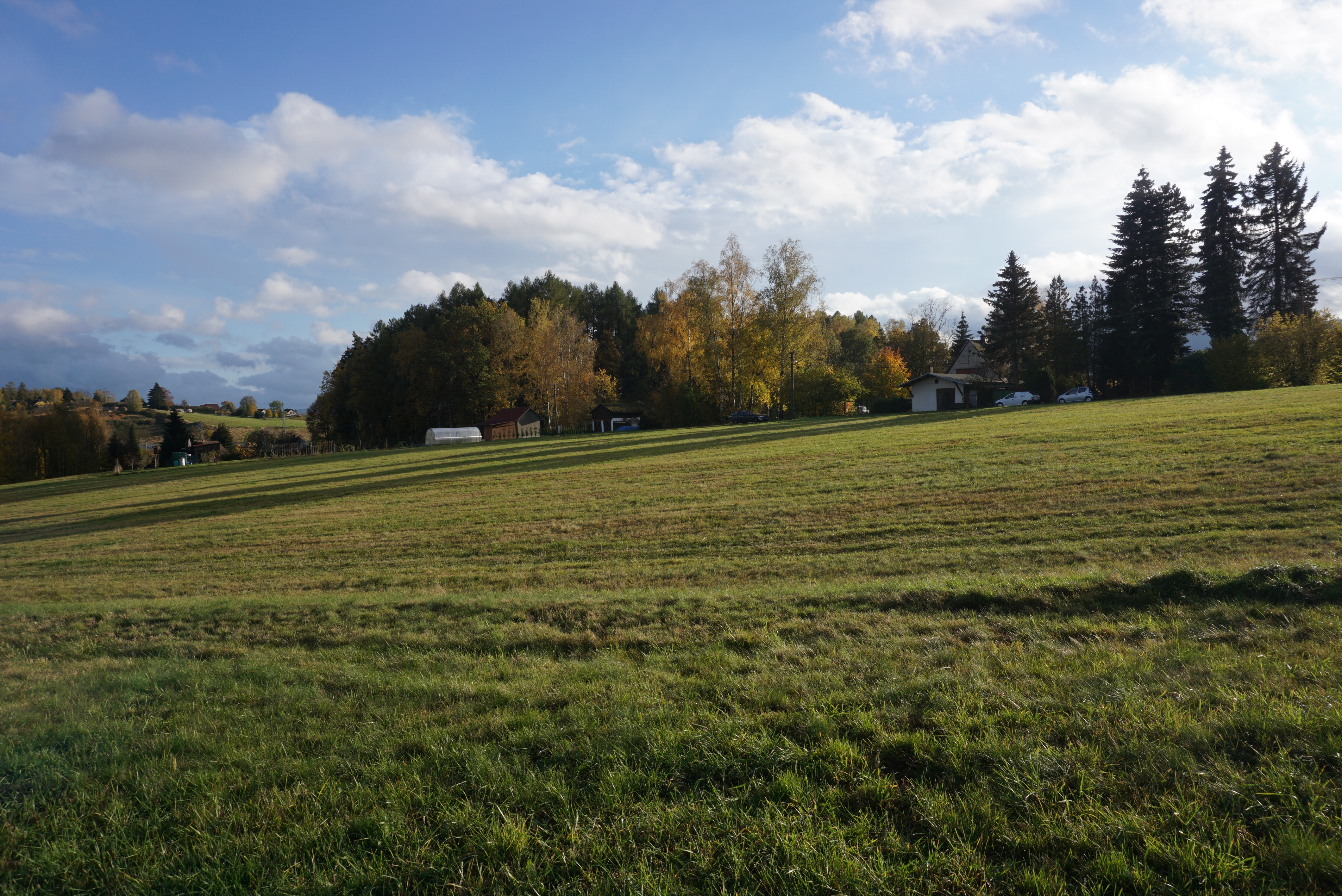
Bělidlo

Bělidlo je osada, součást obce Stráže nad Nisou v  okrese Liberec v Libereckém kraji. Není evidována jako samostatná část obce, číslováním domů a statisticky přísluší přímo ke Stráži nad Nisou. Nachází se přibližně 1 km severně od centra Stráže nad Nisou, asi půl kilometru západně od severní části Stráže nad Nisou a od okraje zástavby liberecké části Krásná Studánka, od nichž je odděleno silnicí I/13.
Registr adres eviduje k „ulici“ Bělidlo 18 čísel popisných a 3 čísla evidenční.
Přes Bělidlo prochází zeleně značená pěší turistická trasa od Krásné Studánky přes Bedřichovecký les do Chrastavy.